# Marie-Isabelle
Marie-Isabelle est un prénom composé, formé des prénoms Marie et Isabelle. 

## Personnalités
- Marie-Isabelle d'Espagne
- Marie-Isabelle de Bourbon-Parme
- Marie-Isabelle d'Orléans
- Marie-Isabelle de Portugal
- Marie Isabelle de Habsbourg-Toscane
- Marie-Isabelle Diaz
- Marie-Isabelle Lomba